# Brahma

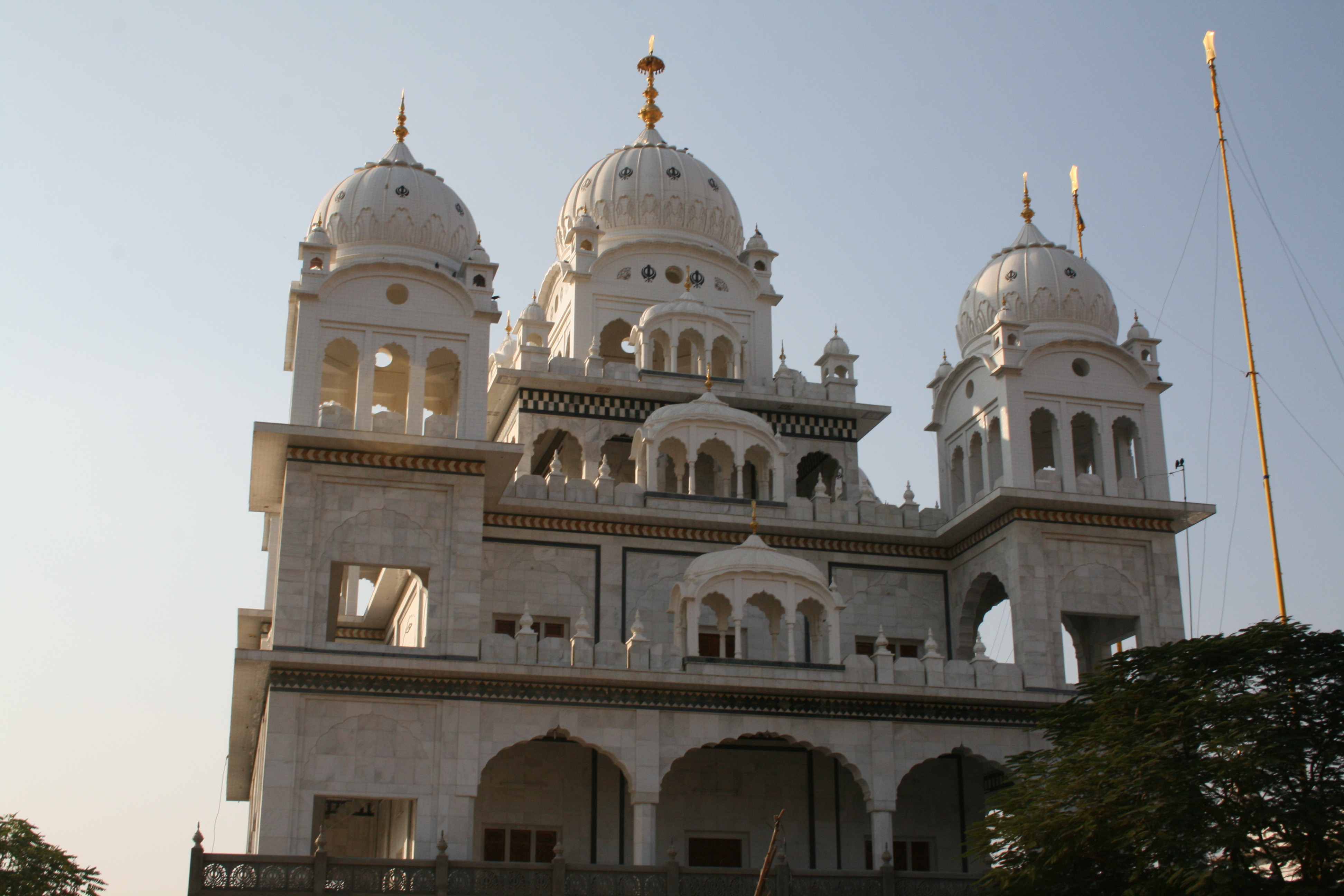
En la ciudad de Púshkar existe uno de los poquísimos templos dedicados al dios Brahmá.

En el marco de la religión hinduista, Brahmā (del sánscrito: ब्रह्म ‘evolución o desarrollo’) es el dios creador que dio origen al mundo, siendo uno de los tres dioses de la Trimurti (‘tres formas’), la tríada conformada por
Brahmá (dios creador),
Visnú (dios preservador) y
Shiva (dios destructor).
En la religión védica (anterior a la religión hinduista) no existía Brahmā, pero pueden identificarse sus características en el dios védico Prayápati.
Durante el período posvédico, Brahmā era una deidad prominente y su secta existía; sin embargo, en el siglo VII, había perdido su importancia. También fue eclipsado por otras deidades importantes como Vishnu, Shiva y Parvati,
y degradado al papel de un creador secundario, que habría sido creado por alguna de las principales deidades.
Según los variados textos Puranas (compuestos entre el III a. C. y el XI), Brahmā creó a sus hijos a partir de su mente y, por lo tanto, se los conoce como manas-putra.
Brahmā se representa como un hombre lampiño o barbudo, de piel dorada o roja, con cuatro cabezas y cuatro brazos. Sus cuatro cabezas representan los cuatro Vedas y apuntan a los cuatro puntos cardinales. Está sentado sobre un loto y su vahana (montura o vehículo) es un jamsa (cisne, ganso o grulla).
Es una de las deidades que se asocia con Prayápati, nombre genérico asociado a varias deidades que presiden sobre la procreación y son protectores de la vida.
En el hinduismo contemporáneo, Brahmā no disfruta del culto popular y tiene una importancia menor que los otros dos miembros de la Trimurti. Brahmā es venerado en los textos antiguos, pero rara vez es adorado como deidad principal en la India, debido a la ausencia de una secta significativa dedicada a su veneración.
Existen muy pocos templos dedicados a él en la India, siendo el más famoso el Templo de Brahmā en Púshkar (en el estado de Rayastán).
Algunos templos de Brahma se encuentran fuera de la India, como en el Santuario de Erawan en Bangkok (Tailandia).

## Origen y características
En la cosmología hinduista, posterior al mito del Púrusha (‘varón’, Dios), surgió en el sur de la India un mito hinduista actualmente poco difundido, en el que a través del Hiranyagarbha (‘útero de oro’), un huevo puesto por la diosa Ammavaru, nacería Prayapati; el cual pocos siglos más tarde ―en la época puránica― sería identificado como Brahmá.
Otro mito posterior del shivaísmo (de los adoradores del dios Shiva), dice que en el proceso de manifestación del universo, Shiva es la conciencia primitiva y crea a los otros miembro de la Trimurti (Brahmā y Vishnú) para generar el ciclo cósmico.
Sin embargo según el mito más conocido, de origen vishnuista (de los adoradores del dios Vishnú), Nuestro universo material lo creó Brahma; quién surgió de una flor de loto que flotaba en el océano del ombligo del Vishnú durmiente acostado en el océano de concepción (que genera el origen de la existencia de nuestro universo en sus sueños). Debido a ello existiría un dios Bramhá particular y diferente en cada universo creado desde los poros del Vishnú durmiente acostado en el océano causal.
Para la doctrina advaita en cambio, supone a Brahmá como el primer ser creado por el absoluto Brahman; e incluso como la primera personificación de este, mediante la cual el Brahman crea todo, por lo cual Brahma es considerado un agente del absoluto Brahman.
De este modo, Brahmá con su mente crea los cimientos y fundamentos del universo material a partir de Prakriti, cuya creación en esta existencia emerge como Maya (una ilusión); creándose así: el mundo plano (la Tierra) y todos los lokas ('‘locales’' o '‘lugares’', planetas y estrellas visibles e invisibles en el cielo, donde viven los dioses y otros seres).
Brahmá es el esposo de Sáraswati (la diosa del conocimiento) y de Savitrī (la hija del dios de Sol, Vivasuán o Savitrá), también llamada Gáiatri (‘la cantada’; uno de los mantras más importantes del hinduismo). Sin embargo, siendo el creador, todos sus hijos son mana-putra (‘hijos de la mente’), indicando su nacimiento de la mente de Brahmá y no de su cuerpo.
Brahmā es considerado el padre de Dharma (el dios de la religión) y de Atri. Brahmá vive en Brahmapura, una ciudad situada en la cima del mitológico monte Meru (situado en medio del mundo).
Como deidad creadora, habría sido él quien solicitó a Vishua Karma, a quien se considera el deva shilpi (arquitecto de los dioses), que fabricara y diseñara la geometría sagrada y la arquitectura divina que requiere la creación; siendo Vishua Karma la manifestación práctica de la creación: la "mano divina" que transforma la visión de Brahmā en formas tangibles. Así, mientras Brahmā es el creador conceptual y quien genera los elementos fundamentales, el tiempo, el espacio y las almas individuales (jīvas); Viśvakarman es el ejecutor y el diseñador técnico al servicio de Brahmā.
A pesar de su importancia como dios de la creación en la cosmología hindú, nunca se volvió objeto de adoración popular: en India solo hay dos templos dedicados a él.
Brahmá interfiere de modo ocasional en los asuntos de las demás deidades hinduistas, e incluso es más raro en los de los mortales. Entre sus intervenciones realizadas, él obligó al dios Soma (el dios de la Luna) a devolver a Tara a su marido Brijáspati (el gurú de los dioses). 
En el marco de la cosmogonía budista, Brahmā, denominado como Gran Brahmā es considerado un tipo superior de deidades (devas) asociado con el bien (ser benigno); siendo el antagonista de Marā (el maligno), y el deva Budista más elevado del samsara en términos de poder.
Es considerado como el protector de la fe en el budismo (Dharmapala) y según las leyendas y en sutras budistas se considera así mismo como el creador del universo, pero al igual que los demás devas en el budismo, no es omnipotente, omnisciente, omnipresente, y tampoco inmutable (pues como todo ser en la creación está sometido igualmente al cambio).

## Literatura y leyendas

### Literatura védica

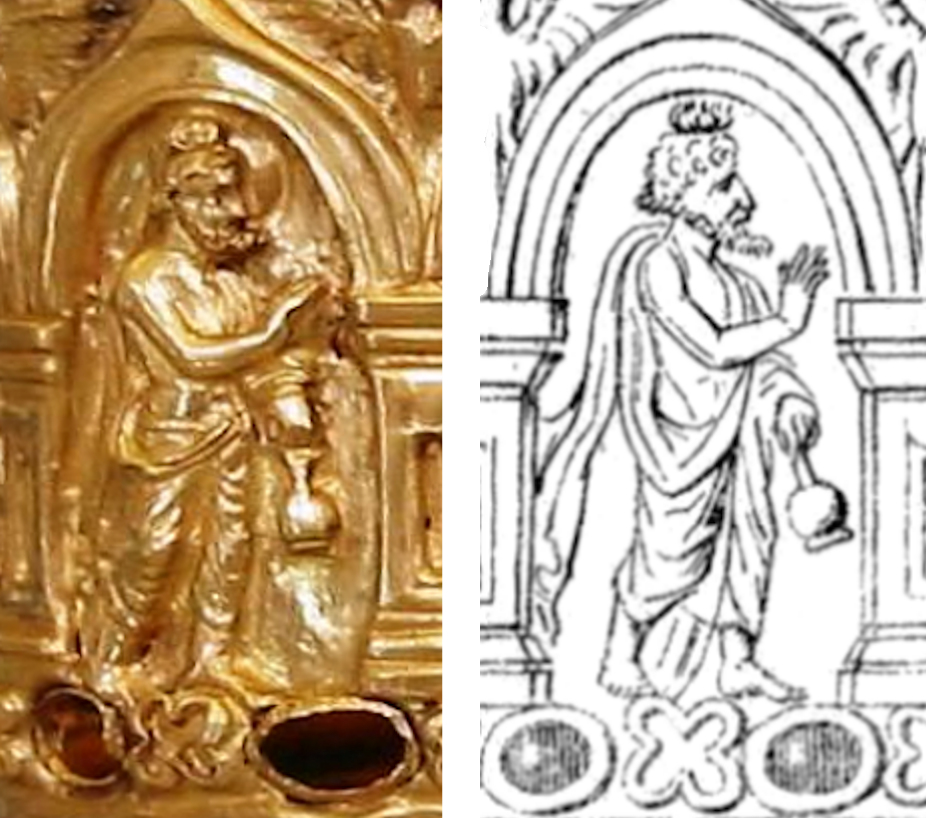
Una representación temprana de Brahmā, en el Relicario de Bimaran, principios del. Museo Británico.

Una de las primeras menciones de Brahma con Vishnu y Shiva se encuentra en el quinto «prapathaka» (‘lección’) de la Maitrayaniya Upanishad, probablemente compuesta alrededor de finales del primer milenio antes de Cristo. Brahmā se discute por primera vez en el verso 5,1, también llamado el Himno de Kutsayana, y luego se expone en el verso 5.2.

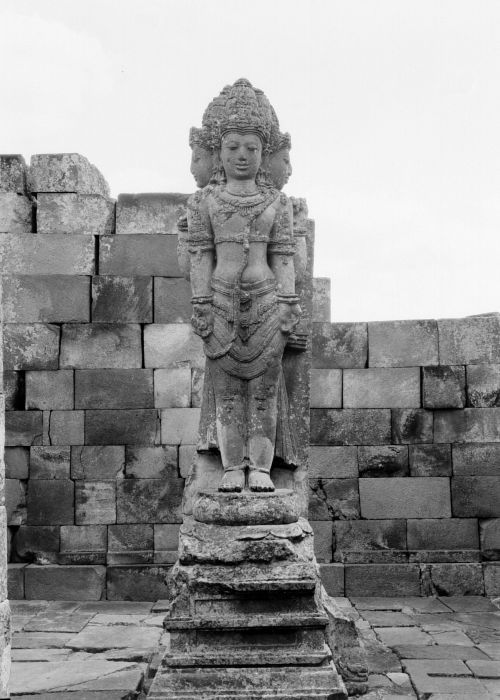
Escultura de Brahmā en la ciudad de Prambanan, en la isla de Java (Indonesia).

En el panteísta «Himno de Kutsaiana», el Upanishad afirma que el alma de uno es el Brahman, y esta realidad última, universal cósmica o Dios está dentro de cada ser viviente.
Se equipara el atman (‘alma’) dentro de ser Brahmā y diversas manifestaciones alternativas del Brahman, de la siguiente manera, «Tú eres Brahmā, tú eres Vishnu, tú eres Rudra (Shiva), tú eres Agni, Varuna, Vaiu, Indra, tú eres Todo».
En el verso 5,2, Brahmā, Vishnu y Shiva se pueden caracterizar de acuerdo con la doctrina de las tres guṇa, es decir las cualidades psicológica y tendencias innatas que se pueden encontrar en todos los seres vivos. 
Este capítulo del Maitri Upanishad afirma que el universo surgió de la oscuridad (tamas), primero como pasión (rāyas), que luego se refinó y diferenció en pureza y bondad (satwa). 
De estas tres cualidades, rajas se asigna entonces a Brahmā, como sigue:

Ahora bien, la parte de él que pertenece a tamas, eso, oh estudiantes del conocimiento sagrado (brahmacharis), es este Rudra.

Aquella parte de él que pertenece a rajas, eso, oh estudiantes del conocimiento sagrado, es este Brahmā.

Aquella parte de él que pertenece a sattva, que O estudiantes del conocimiento sagrado, es este Vishnu.

Verdaderamente, ese Uno se hizo triple, se hizo óctuple, undécimo, dodécimo, en pliegue infinito.

Este Ser (neutro) entró en todos los seres, se convirtió en el señor de todos los seres.

Ese es el Atman (Alma, Ser) dentro y fuera - ¡sí, dentro y fuera!

Maitri-upanishad 5.2

Aunque el Maitri-upanishad asigna a Brahmā uno de los elementos de la doctrina guṇa del hinduismo, el texto no lo representa como uno de los elementos trifuncionales de la idea hindú de la Trimurti que se encuentra en la literatura puránica posterior.

### Período posvédico,epopeyasyPuranas
Durante el período posvédico, Brahmā era una deidad prominente y su secta existió durante los siglos II al VI de nuestra era.
Los primeros Puranas, como el Brahmanda-purana (leyenda sobre el huevo de Brahmā) describen que no había nada más que un océano eterno. De él surgió un huevo dorado llamado Hiranyagarbha. El huevo se abrió y Brahmā, que se había creado a sí mismo dentro de él, vino a la existencia (ganando el nombre de Svayambhu). Entonces creó el universo, la Tierra y otras cosas. También creó a las personas para que poblaran y vivieran en su creación.
Sin embargo, hacia el siglo VII, Brahmā perdió su importancia. Las leyendas puránicas mencionan varias razones para su caída. Hay principalmente dos versiones prominentes de por qué Brahmā perdió su terreno. La primera versión se refiere al Shiva-purana, donde Brahmā y Vishnu discutían sobre quién era el más grande entre ellos. Mientras debatían, vieron una enorme columna de fuego surcando el cielo. Decidieron localizar el origen y la extensión de esta columna. Vishnu adoptó la forma de un jabalí y viajó hacia el inframundo y Brahmā montó en un ganso y viajó hacia los cielos. Vishnu aceptó su derrota, declarando que había sido incapaz de localizar la fuente. Sin embargo, Brahmā reclutó la flor ketaki como falso testigo para apoyar su mentira de que había localizado la fuente. Shiva emergió del fuego en su forma corporal y cortó una de las cabezas de Brahmā por su deshonestidad, proclamando que ya no recibiría más adoración. Complacido con Vishnu, Shiva le ofreció un estatus elevado y un seguimiento activo dedicado a su adoración.

## Representación
Brahmá es representado tradicionalmente con cuatro cabezas de barbas blancas (símbolo de la sabiduría),
cuatro brazos y una piel roja (o amarilla, en las iconografías más modernas).
Cada boca recita uno de los cuatro Vedas.
Las manos sostienen un recipiente de agua usado para crear la vida, un yapa-mala (collar de cuentas) usado para llevar el registro del tiempo del universo, el texto de los Vedas escritos en papel (un anacronismo, ya que los libros no existían en la época de composición de los textos védicos), y un padma (flor de loto). Va montado sobre un cisne, Jansa, con el que vuela por el universo. Este Jansa no debe confundirse con la encarnación de Visnú en forma de cisne, también llamado Jansa.

## Creaciones
Al inicio del proceso de creación, Brahmā crea los cuatro Kumaras. Sin embargo rechazaron su orden de procrear y se vuelven célibes (se les llama Chatursana: ‘los cuatro solteros’).
Entonces procedió a crear de su mente diez hijos o Prayápatis y una hija (llamada Shatarupa, que puede tomar cientos de formas), quienes se cree que son los padres de la raza humana. Pero como estos hijos nacieron de su mente y no de su cuerpo, son llamados mana putra, (hijos mentales). Las Leyes de Manu y el Brahma-anda-purana los enumera así:
1. Marichi
2. Atri
3. Angirasa
4. Pulaha
5. Pulasthya
6. Krathu
7. Vashista
8. Prachethasa
9. Bhrigu
10. Narada